# Национален музей на Картаген
Националният музей на Картаген (на арабски: المتحف الوطني بقرطاج), заедно с Национален музей „Бардо“, е единият от основните археологически музеи в Тунис и е посветен на историята на Картаген.
В националния музей са експонирани предмети с археологическа стойност. Разположен е на хълма Бирса, който е бил своеобразно сърце на Картаген. Основан през 1875 г., той е един от най-емблематичните музеи в света.
Намира се в близост и до катедралата „Сен-Луи“ на Картаген. Богатата му и значима експозиция от артефакти позволява на посетителите да оценят мащабите и значението на античния град по и от времето на пуническата и съответно римската епоха.
Един от емблематичните експонати е мраморен саркофаг, на чийто капак е изобразен пунически свещеник и жрица от 3 век пр.н.е., открит в некропола на Картаген. Музеят също притежава най-богатата колекция от картагенски маски и бижута, римски мозайки и амфори и т.н. Музеят също така притежава и експонати от византийския период от историята на града, т.е. след края на вандалската война до завладяването на града от арабите през 698 г.
Музеят получава настоящото си име през 1956 г., а отворя за първи път врати като национален музей през 1963 г. През 1990 г. е сериозно преструктурирана експозицията му, заради прибавянето на новите археологически открития от античен Картаген, които за разкрити в рамките на международната кампания на ЮНЕСКО от 1972-1995 г., която е проведена от учени и археолози от 9 страни, една от които е България.